# Quizás (canción de Toby Love)
«Quizás» es el segundo sencillo del álbum La voz de la juventud del exintegrante de Aventura, Toby Love con la participación de la cantante mexicana Yuridia, que fue lanzada por iTunes el 8 de febrero de 2011.

## Posicionamiento
El 26 de febrero, Quizás debutó en Radio Impacto, en el #10. En su siguiente semana, estaría seguro de que ocuparía el puesto 2, pero la votaciones bajaron y terminó en el 9.